# Gheorghe Rășinaru
Gheorghe Rășinaru (né le 10 février 1915 à Szászsebes en Hongrie et mort en 1994) fut joueur de football international roumain, qui jouait en tant que milieu de terrain.

## Biographie
On sait peu de choses sur sa carrière de club sauf peut-être qu'il évolue dans l'un des meilleurs clubs de la capitale roumaine, le FC Rapid Bucarest lorsqu'il est convoqué par les deux sélectionneurs de l'équipe de Roumanie, Alexandru Săvulescu et Costel Rădulescu, pour participer à la coupe du monde 1938 en France, où la Roumanie est éliminée en 8e de finale par Cuba.